# 진혜언
진혜언(2006년 7월 23일 ~ )은 대한민국의 가수 겸 요리사이자 방송인이다. 미스트롯3의 참가자이다.

## 방송
- 2013년 EBS1 《나도 요리사》
- 2024년 TV조선 《미스트롯3》 - Top30
- 2024년 TV조선 《미스쓰리랑》